# Illiberi
Illiberi (łac. Dioecesis Iliberritana, pol. Diecezja Elvira) - stolica historycznej diecezji w starożytnym mieście Illiberis (obecnie Grenada) w Hiszpanii. Została ustanowiona ok. III wieku, a zlikwidowana ok. X w.  Obecnie katolickie biskupstwo tytularne.

## Biskupi tytularni
| Lp. | Biskup                            | Funkcja                                                                                        | Od               | Do                   |
| --- | --------------------------------- | ---------------------------------------------------------------------------------------------- | ---------------- | -------------------- |
| 1.  | Onofre Cândido Rosa SDB           | Biskup pomocniczy w Uberlândia Biskup koadiutor Uberlândia Biskup koadiutor Corumbá (Brazylia) | 9 stycznia 1970  | 5 lipca 1978         |
| 2.  | Albino Mamede Cleto               | Biskup pomocniczy w Lizbonie (Portugalia)                                                      | 6 grudnia 1982   | 29 października 1997 |
| 3.  | Gílio Felício                     | Biskup pomocniczy São Salvador da Bahia                                                        | 21 stycznia 1998 | 11 grudnia 2002      |
| 4.  | Cristián Contreras Villarroel     | Biskup pomocniczy Santiago de Chile                                                            | 25 kwietnia 2003 | 7 marca 2014         |
| 5.  | Luis Fernando Rodríguez Velásquez | Biskup pomocniczy Cali                                                                         | 5 lipca 2014     | 22 kwietnia 2022     |
| 5.  | José María Avendaño Perea         | Biskup pomocniczy Getafe                                                                       | 30 września 2022 |                      |